# Benzodiazépine
Pour les articles homonymes, voir BZD.
Les benzodiazépines  (BZD) sont une classe de composés organiques formés d'un cycle benzénique fusionné à un cycle diazépine. On classe aussi parmi les benzodiazépines les thiénodiazépines, qui à la différence d'avoir un cycle benzène possèdent un cycle thiophène.
Ils forment une classe de médicaments psychotropes, familièrement appelés « anxiolytiques », utilisés dans le traitement médical de l'anxiété, de l'insomnie, de l'agitation psychomotrice, des convulsions, des spasmes, ou dans le contexte d'un syndrome de sevrage alcoolique. Ils sont principalement utilisés comme anxiolytiques, moins pour leurs propriétés hypnotiques, où des molécules proches appelées « non-benzodiazépines » leur sont préférées pour leur action courte et moins propice à des effets résiduels matinaux. Ils possèdent également trois autres effets : antiépileptiques, amnésiantes et myorelaxantes.
Les benzodiazépines sont des modulateurs positifs des récepteurs GABAA. Quand le GABA naturellement produit (ou bien un autre agoniste, comme l'alcool) se fixe à ses récepteurs, la réaction des cellules cibles est amplifiée.
Les risques liés à leur usage leur valent d'être inscrits sur la liste des substances psychotropes en France. Bien qu'ils figurent sur la convention de 1971 sur les produits psychotropes, ils n'y sont pas regroupés dans la même classe que la majorité des produits stupéfiants. Globalement, l'usage prolongé de benzodiazépines (plus de quatre semaines pour les hypnotiques, jusqu'à trois mois voire plus pour les anxiolytiques et myorelaxants) est problématique en raison de l'apparition d'une accoutumance, d'une tolérance et d'une dépendance tant physique que psychologique et d'un syndrome de sevrage aux benzodiazépines à l'arrêt de la consommation avec le risque de l'apparition d'un phénomène de rebond.
Les benzodiazépines ne sont délivrées que sur prescription médicale. Pour la plupart, elles sont listées en tant que substances vénéneuses sur liste I. Les benzodiazépines les plus sujettes au détournement (clonazépam, clorazépate dipotassique, midazolam) suivent en partie la réglementation des stupéfiants, c'est-à-dire : durée de prescription maximum de 28 jours, ordonnance sécurisée, prescription en toutes lettres, etc. Certaines ont même été retirées du commerce du fait d'un potentiel d'abus important. L'expression « abus de benzodiazépines (en) » couvre les utilisations non médicales du médicament, principalement la consommation de benzodiazépines à des fins récréatives,. Les benzodiazépines sont parmi les médicaments dont les ordonnances sont les plus falsifiées en France.

## Histoire

Structure moléculaire de la chlordiazépoxide, la première benzodiazépine commercialisée en 1960.

La première molécule de la classe des benzodiazépines est apparue dans les années 1960 ; c'est le chlordiazépoxide (Librax) et a été découverte par accident, comme de nombreux médicaments. De nombreuses spécialités ont vu le jour dans les années 1960.
Dans le milieu des années 1950, Leo Sternbach, pharmacologue émigré durant la Seconde Guerre mondiale, et travaillant pour Hoffmann-La Roche sur des dérivés de la quinoléine en vue de production de colorants, synthétise la première benzodiazépine : le chlordiazépoxide (Librium). La plupart des nombreuses molécules obtenues lors de ce programme de recherche s'étant révélées sans activité pharmacologique, Leo Sternbach décide d'abandonner l'expérimentation de ces produits. Cependant, l'un de ses élèves, Earl Reader, soumet ces molécules à des tests. C'est dans ce contexte que Lowell Randall mit en évidence, en avril 1957, ses propriétés sédatives, myorelaxantes, anticonvulsivantes et souligne d'emblée son efficacité et une bonne tolérance in vivo. Un brevet fut déposé en mai 1958 pour un médicament qui allait devenir l'un des immenses succès commerciaux dans toute l'histoire de l'industrie pharmaceutique : le Librium (chlordiazépoxyde),. La chlordiazépoxide et le diazépam furent commercialisés par Hoffmann-La Roche sous le nom commercial de « Valium » en 1963, et furent les deux médicaments les plus vendus.
L'introduction des benzodiazépines a conduit au déclin des prescriptions de barbituriques, et ont, dans les années 1970, remplacé de loin les anciens médicaments par des médicaments sédatifs et hypnotiques.
Dans les années qui suivirent, d'autres benzodiazépines furent commercialisées telles que le clorazépate (Tranxène), le lorazépam (Témesta, Ativan), l'oxazépam (Seresta, Serax) ou encore le bromazépam (Lexomil, Lectopam). Des comportements impulsifs, par exemple, le chapardage ou autres infractions à la loi, font également partie des réactions « paradoxales » aux benzodiazépines et ont déjà été répertoriées dans la littérature, au début des années 1960, lors de l'arrivée des premières benzodiazépines. Ces nouveaux groupes de médicaments ont fait grandir l'optimisme dans la profession clinique, mais ont rapidement suscité quelques controverses ; en particulier, le risque de dépendance a été perçu durant les années 1980.
Leur usage a vite concurrencé celui des barbituriques au point de rendre ceux-ci obsolètes, car, plus toxiques, ils provoquaient des dépendances associées à des effets indésirables dangereux, avec risque de surdose important. Aujourd'hui les barbituriques ne sont plus que marginalement prescrits dans un but anxiolytique ou hypnotique (bien qu'ils restent très utilisés en anesthésie notamment), car le corps médical leur préfère les benzodiazépines qui ne sont pas aussi toxiques même si un patient en abuse.
Concernant les traitements contre l'insomnie, les benzodiazépines sont devenues moins utilisées que les imizopyridines et les cyclopyrrolones, molécules non-benzodiazépiniques bien que structuralement proches des benzodiazépines, ce qui inclut le zolpidem (Stilnox), le zaleplon et le zopiclone (Imovane, Rhovane).

## Pharmacologie

### Pharmacodynamique
Le GABA est le principal neurotransmetteur inhibiteur du système nerveux central. Sa fixation sur ses récepteurs induit un influx d'ions chlorure qui hyperpolarise la membrane du neurone. Les benzodiazépines se fixent sur un site connexe à celui du GABA, et ont pour effet de renforcer les effets suivant leur activation par celui-ci ou un autre agoniste (tel que l'alcool). Spécifiquement, ces produits ont une action amplificatrice sur les sous-types de récepteurs GABA-A-alpha-1, 2, 3 et 5. Ils ne démontrent pas de sélectivité pour certains sous-types plutôt que d'autres. Seuls certains produits apparentés ont une action davantage sélective, comme le zolpidem (récepteurs alpha-1) et l'étifoxine (récepteurs alpha-2 et 3), leurs conférant ainsi un profil spécifiquement hypnotique ou anxiolytique, respectivement.
On parle d'effet modulateur allostérique positif. Pour une même quantité de GABA, la fréquence d'ouverture du canal ionique sera plus importante, ce qui permettra le passage de plus d'ions chlorure chargés négativement et ipso facto une inhibition plus forte. Contrairement au barbital, les benzodiazépines ne sont pas des agonistes GABA et n'activent pas ce canal d'inhibition directement. Ils ne font que renforcer son activité naturelle, ce qui limite les risques de surdosage.

### Pharmacocinétique
Les benzodiazépines partagent de nombreuses caractéristiques pharmacocinétiques.
La plupart d'entre elles ont une distribution, et une absorption rapide (< 90 min) (diazépam, alprazolam, etc.), alors que d'autres, pour des raisons différentes, possèdent un délai d'action, et une demi-vie d'élimination plus longue.
Certaines benzodiazépines sont excrétées dans l'urine sous forme inchangée, et d'autres subissent une biotransformation et une catabolisation par les enzymes du sous-groupe P450 comme le CYP 3A4.
On distingue en général les benzodiazépines en fonction de leurs demi-vie d'élimination. Elles possèdent ainsi des indications différentes ; les anxiolytiques à demi-vie courte sont en général destinées à traiter l'insomnie tout en préservant le sommeil en limitant l'effet résiduel, le grand mal épileptique, ou les états anxieux passagers, alors que des molécules à plus longue demi-vie sont majoritairement destinées à traiter l'anxiété au quotidien (pendant une durée limitée), pour traiter le sevrage (alcool, benzodiazépines, opiacés). Ces benzodiazépines possèdent en général des métabolites actifs possédant eux aussi une demi-vie longue.
Il existe également une convergence métabolique liée à une similarité structurale entre différentes benzodiazépines.

## Liste
Une cinquantaine de benzodiazépines sont commercialisées à travers le monde, dont dix-huit actuellement en France. Dans le tableau des benzodiazépines, elles apparaissent en caractères gras.

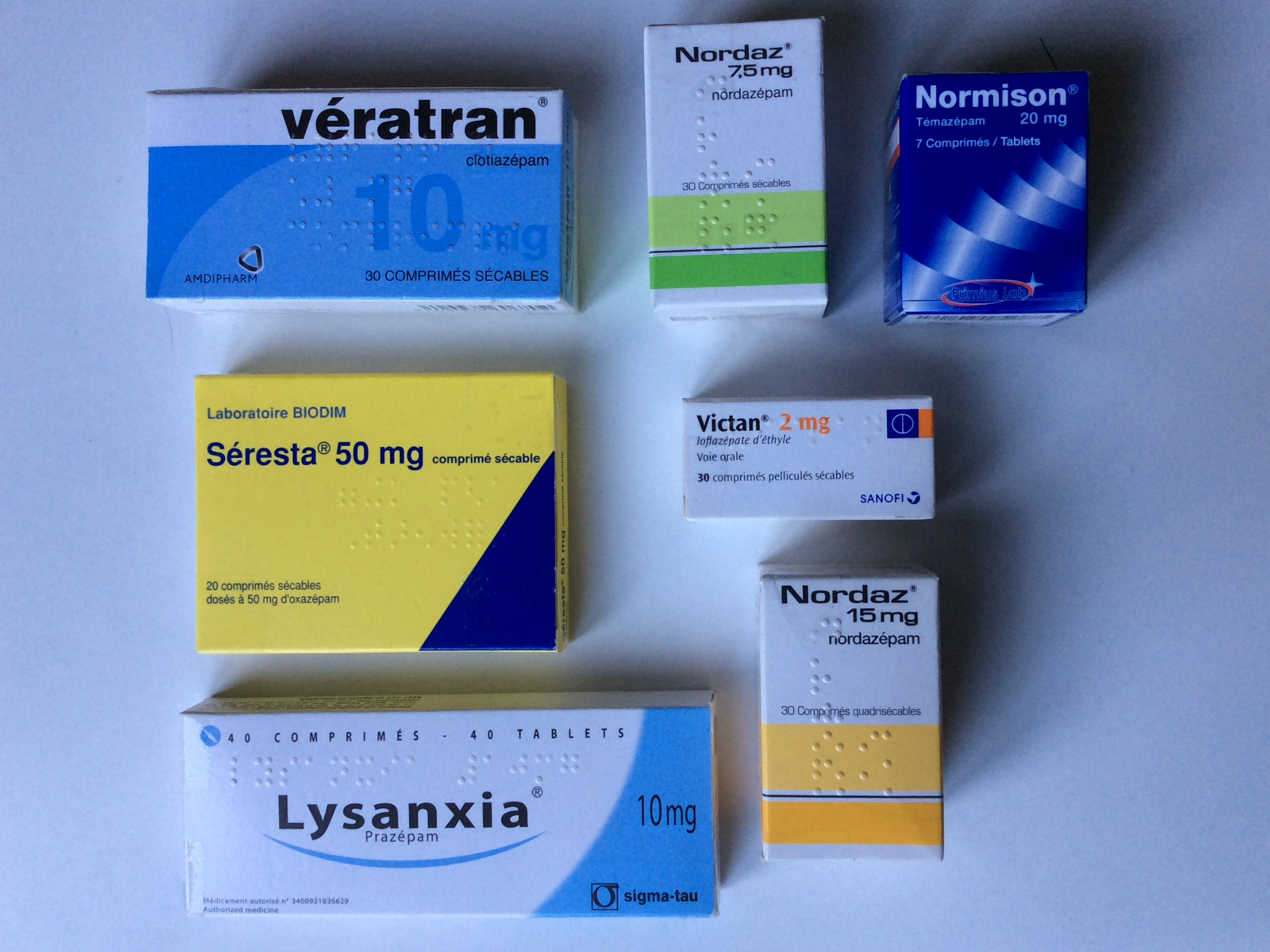
Boîtes de benzodiazépines.
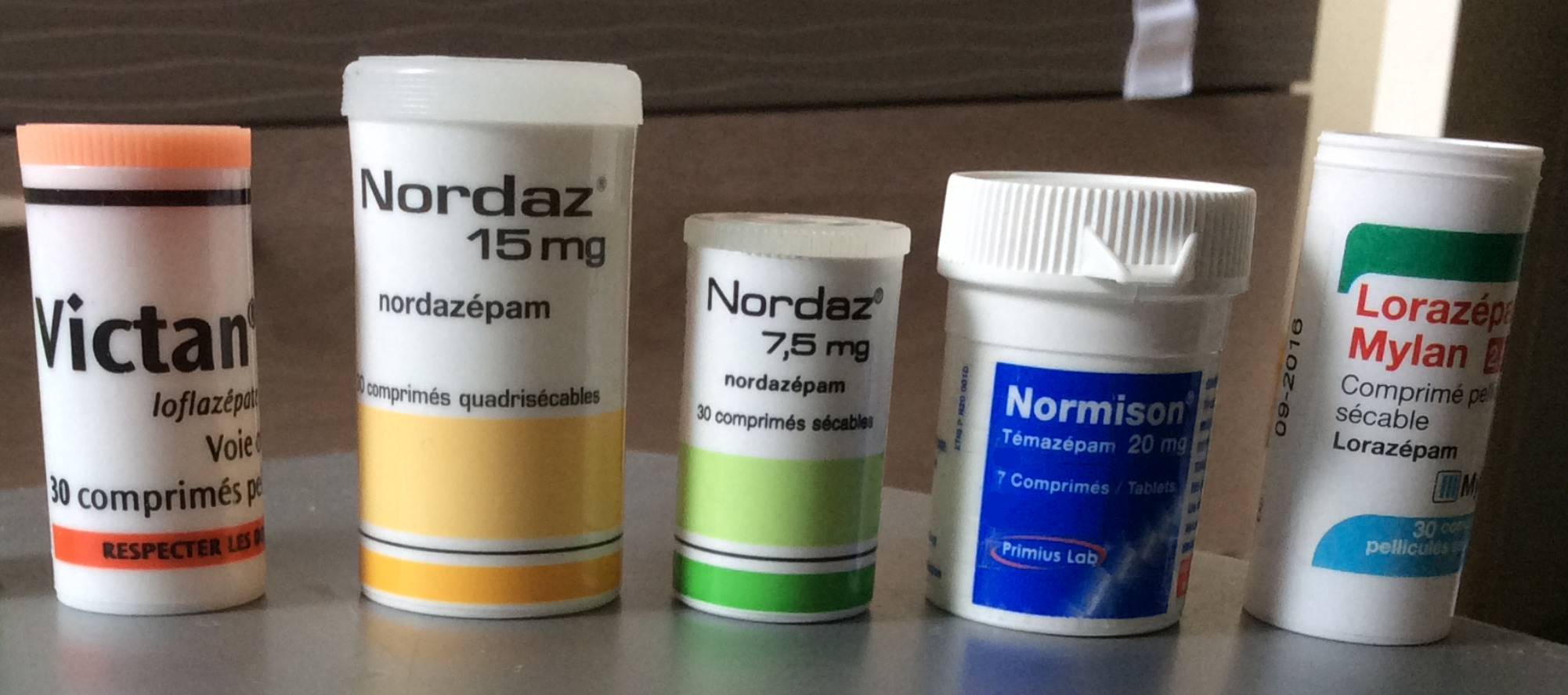
Autres boîtes.
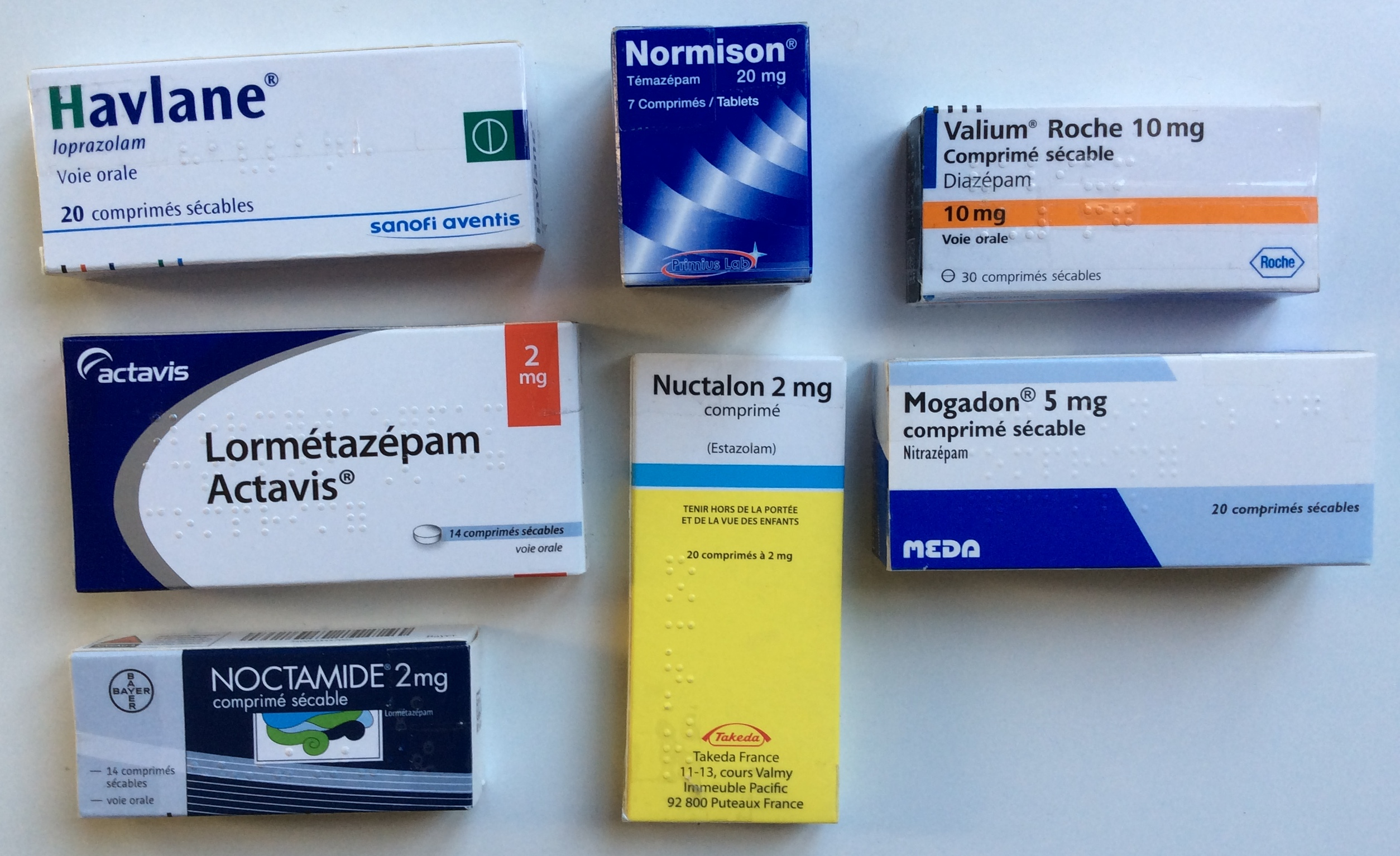
Boîtes de benzodiazépines hypnotiques.

## Substances assimilées à des benzodiazépines
Les substances suivantes ne sont pas des benzodiazépines, mais ont des effets similaires aux benzodiazépines hypnotiques et anxiolytiques. Elles sont appelées « benzo-like » et font partie de la classe des hypnotiques/anxiolytiques :
- hypnotiques :
  - zolpidem (Stilnox)[17],
  - zopiclone (Imovane),
  - zaléplon (Sonata),
  - méprobamate (Equanil) ;
- anxiolytiques :
  - étifoxine (Stresam),
  - buspirone (Buspar).

La buspirone possède un effet anxiolytique sans les effets secondaires connus des benzodiazépines (sédation, amnésie, relâchement musculaire et propriétés anticonvulsives) et n'induirait aucun phénomène de tolérance ni de dépendance. Il constitue un traitement intéressant pour traiter l'anxiété chez des personnes qui n'ont jamais eu recours aux benzodiazépines.
Il existe aussi des molécules expérimentales, appelées « non-benzodiazépines » ou « x-médicaments », qui ont les mêmes propriétés que les benzodiazépines en agissant sur le récepteur GABAA, mais n'ont aucune ressemblance avec les benzodiazépines du point de vue de la structure chimique.

## Substances ayant des effets opposés par rapport aux benzodiazépines
Les molécules de la famille des bêta-carbolines ont une action inverse sur les récepteurs GABAA. Elles ont des effets opposés par rapport aux benzodiazépines : c'est-à-dire anxiogènes (capables de déclencher des crises de panique) et facilitant l'apprentissage dans certaines conditions chez les animaux. Elles présentent des effets secondaires très graves à dosage élevé, ce qui en interdit l'utilisation chez l'être humain,.

## Indications, posologie
Les benzodiazépines sont un anesthésiant de l'état anxieux. L'état anxieux peut ne pas être anormal en soi, c'est une réponse émotive et physiologique de l'organisme à une situation d'alerte en un sens très large. Lorsque l'anxiété devient envahissante et qu'elle entraîne de manière permanente ou discontinue une souffrance significative à l'individu, les symptômes qui en sont la conséquence peuvent être invalidants. Les benzodiazépines en anesthésiant cet état anxieux permettent soit de diminuer, soit de supprimer tout ou une partie de ces symptômes. Les benzodiazépines ne sont en aucune façon indiquées pour traiter les causes de l'anxiété.
L'usage des benzodiazépines comme « antidépresseur » est inadapté. Sur l'échelle simplifiée : état dépressif — état normal — état anxieux, les benzodiazépines se situent comme un correcteur d'un état anxieux et orientent donc plutôt vers l'état dépressif. Les benzodiazépines sont en particulier des « dépressants » (dépresseurs).
Les benzodiazépines sont parfois utilisées pour provoquer une amnésie lors de procédures ressenties comme traumatisantes (par exemple cardioversions, intubations, explorations fonctionnelles, actes chirurgicaux). Elles sont également utilisées pour le traitement des crises convulsives, comme celles rencontrées lors de crises d'épilepsie. C'est le cas du diazépam (Valium) ou du clonazépam (Rivotril). Ce dernier a d'ailleurs pour seule indication officielle le traitement de l'épilepsie ou les crises focales, bien qu'il soit très souvent prescrit pour les troubles du sommeil ou pour potentialiser l'effet d'un neuroleptique en association,.
Les benzodiazépines sont quelquefois détournées pour leurs effets myorelaxants. L'effet myorelaxant est souvent recherché pour traiter certaines douleurs faisant intervenir une contracture musculaire comme le torticolis ou la lombalgie. Est utilisé alors préférentiellement le tétrazépam.
Les benzodiazépines peuvent être utilisés en prémédication lors de vomissements anticipés induits par chimiothérapie: Lorazépam (Temesta), Clonazépam (Rivotril), Alprazolam (Xanax).
Les posologies varient considérablement d'une benzodiazépine à l'autre, et il n'est donc pas possible de transposer directement l'utilisation d'une dose de benzodiazépine à une autre.

## Statistiques d'utilisation
Ces molécules sont largement utilisées : en France, ces médicaments sont prescrits à près de 7,5 % de la population, un peu plus chez la femme et pour des durées excédant six mois dans les trois quarts des prescriptions. Des données à peu près identiques sont retrouvées aux Pays-Bas. Elle est plus rare aux États-Unis où moins de 4 % de la population adulte est sous ce type de médication.
Chez la personne de plus de 65 ans, ils sont donnés à un peu moins d'une personne sur trois en France et une personne sur quatre au Canada. Ils sont nettement moins donnés en Espagne et en Australie bien que la prescription tende à augmenter.

## Effets secondaires
Les effets secondaires communs aux benzodiazépines peuvent notamment inclure, de manière physiologique : somnolence, syndrome confusionnel entraînant un risque de chute ou d'accident, ataxie, troubles de la mémoire ou de la concentration, coma, perturbation des cycles du sommeil en supprimant le sommeil lent et les rêves, accoutumance (tolérance), syndrome de sevrage à l'arrêt de la consommation, insuffisance respiratoire (lorsqu'elles sont administrées par voie intraveineuse rapide et à fortes doses) et hypotonie des muscles et de la gorge pouvant entraîner une gêne de la respiration ou un risque de fausse route.
D'autres symptômes, cette fois psychologiques et psychiques, incluent : addiction (dépendance), changements de personnalité ou état dépressif en usage à long terme et effet paradoxal (les benzodiazépines prescrites à long terme peuvent paradoxalement provoquer, de l’anxiété et de l’insomnie). La prise de benzodiazépines à demi-vie courte expose l'individu au risque de voir son anxiété accrue, du fait de l'apparition d'un phénomène de manque entre les prises.
Si une controverse a existé sur le lien entre utilisation au long cours et maladie d'Alzheimer, la première étude sur un grand échantillon a infirmé cette hypothèse.
Certaines molécules peuvent être responsables d'effets indésirables graves, non rencontrés avec d'autres de la même classe chimique. C'est le cas du tétrazépam qui n'a plus l'AMM (autorisation de mise sur le marché) en France depuis le 8 juillet 2013. En effet on reconnaît au tétrazépam, produit qui était très largement prescrit en France (environ neuf millions de boîtes en 2010), une possible responsabilité dans 1 616 cas d'effets indésirables dont 648 graves. Il s'agit pour la moitié d'effets cutanés. L'imputabilité du tétrazépam est forte dans ces cas et la recommandation de la Commission nationale de pharmacovigilance en 2012 était la suppression de l'autorisation de ce produit en France ou, à la rigueur, la limitation de son usage à trois jours au maximum.
Les benzodiazépines causant une hypotonie des muscles respiratoires, elles sont contre-indiquées chez le patient atteint de syndromes d'apnée du sommeil car pouvant entrainer une aggravation parfois grave de la pathologie,.

## Réactions paradoxales
Les réactions paradoxales touchent environ 5 % des individus traités. Ces réactions peuvent aggraver l'épilepsie chez les individus atteints de ce trouble et font apparaître ou également aggraver des symptômes incluant insomnie, anxiété (trouble panique et trouble d’anxiété généralisée), nervosité / agitation, phobies (agoraphobie, phobie sociale, peurs irrationnelles), état hypomaniaque, excitation (hyperactivité), agressivité (hostilité, rage irrationnelle), spasmes musculaires — syndrome des jambes / bras qui bougent tout seuls, tremblements — et cauchemars, rêves très mouvementés.

## Dépendance et tolérance
L'usage des benzodiazépines est délicat du fait des risques de dépendance (en) et tolérance. L'installation de la dépendance ou de la tolérance est très variable d'un individu à l'autre.
La tolérance est l'autre facteur principal de l'aggravation de l'anxiété ou de l'insomnie sous benzodiazépines.
La tolérance est le mécanisme suivant lequel le cerveau s'habitue à l'effet de la drogue, ce qui conduit le patient à augmenter les doses pour obtenir l'effet initial.

## Déprescription
Certains produits dont les benzodiazépines sont parfois utilisés au long cours et leur prescription renouvelée. Le bénéfice initial peut alors ne plus être présent, et les effets indésirables, les risques et le rapport coût bénéfice devenir défavorable.
Le centre de recherche OPEN au Canada développe des algorithmes de déprescription, :
L'arrêt d'un traitement par benzodiazépines est progressif (l'intensité de la progressivité fait l'objet de débat) et sous surveillance médicale. Si un syndrome intense de sevrage se produit, il est conseillé de revenir à la dose précédente ; dans ce cas contraire, le syndrome de sevrage, parfois intense, peut durer plus de six mois.

## Syndrome de sevrage
Le syndrome de sevrage aux benzodiazépines peut être observé chez des individus arrêtant de façon soudaine la consommation de benzodiazépines. Ce syndrome de sevrage est une maladie iatrogénique. Le sevrage brutal (en) est proscrit en raison de la nécessité éthique de prévenir ou d'atténuer les symptômes de sevrage, en particulier dans les dépendances à fortes doses, qui souvent intenses, peuvent mettre en jeu le pronostic vital. La fréquence d'apparition d'un syndrome de sevrage chez les consommateurs chroniques de benzodiazépines se situe entre 15 et 26 %, mais les fréquences augmentent avec l'ancienneté du traitement (autour de 80 % pour des traitements supérieurs à 3 ans). Les symptômes de sevrage comprennent angoisse et anxiété, insomnie, nervosité, irritabilité, syndrome de panique, agoraphobie, douleurs musculaires, troubles du système digestif en particulier troubles intestinaux, divers symptômes sensoriels et moteurs, ainsi que des troubles de la mémoire et des troubles cognitifs. La durée du sevrage est variable selon les individus. Il s'effectue via une diminution progressive de la dose de benzodiazépine administrée quotidiennement. Les Anglo-Saxons mettent en place des groupes « Tranx », comparables aux groupes de soutien aux alcooliques ou aux toxicomanes. Chez 10 à 15 % des patients, les manifestations de sevrage ne disparaissent qu’après plusieurs mois, voire plusieurs années, on parle alors de syndrome prolongé de sevrage.
Selon le Pr Malcolm Lader : « Certains de ces groupes de victimes des tranquillisants peuvent documenter sur des personnes qui ont encore des symptômes de sevrage dix ans après l'arrêt. ». Il ajoute également que 5 % des patients à qui des benzodiazépines ont été prescrites réagissent par des réactions psychiques appelées « paradoxales ».
Les études anglo-saxonnes montrent[réf. nécessaire] qu'environ 50 % des patients dépendants aux benzodiazépines retrouvent leur santé après sevrage. Environ 25 % constatent un bénéfice très substantiel après sevrage, bien que certaines séquelles presque toujours psychologiques ou neurologiques restent plus ou moins présentes. La corrélation entre la durée du traitement et l'apparition de symptômes de sevrage serait forte[réf. nécessaire]. Les Américains déconseillent une prescription sur une durée de plus d'un mois. En France, une benzodiazépine ne devrait pas être prescrite plus de trois mois. L’utilisation régulière de benzodiazépine n’est plus efficace après quelques semaines à quelques mois.
Le Pr Édouard Zarifian déplore le fait que ces médicaments soient « distribués aux usagers qui ne sont pas forcément tous atteints de maladie psychiatrique, n'importe quand, n'importe comment et pour n'importe quoi. » Selon lui, les responsables de cette situation en France sont les médecins.
Une étude montre que le taux de rechute est plus important à la suite du sevrage d'une benzodiazépine avec demi-vie courte par rapport à une demi-vie longue. Heather Ashton conseille avant d'effectuer un sevrage d'une benzodiazépine, de passer à une benzodiazépine à demi-vie plus longue pour diminuer la fréquence et la sévérité des symptômes de sevrage. Heather Ashton est auteur d'un manuel consultable en ligne à l'attention des utilisateurs de benzodiazépines souhaitant arrêter leur traitement.
Le syndrome de sevrage des benzodiazépines est responsable de 80 à 95 % des reprises du traitement,.

## Intoxication et toxicité

Dans une enquête de 2011 auprès de 292 experts cliniques en Écosse, les benzodiazépines ont été classées 8e à la fois pour le préjudice personnel et pour le préjudice causé à la société, sur 19 drogues récréatives courantes (voir aussi à ce sujet : Classification des psychotropes).

Une overdose aux benzodiazépines (en) provoque une dépression respiratoire plus ou moins prononcée. Celle-ci est antagonisable avec le flumazénil (Anexate). Leur utilisation est préférée aux barbituriques, à la méthaqualone ou aux anesthésiques halogénés grâce à l'existence de cet antidote.
Une étude de 1996 concernant le flunitrazépam arrive aux conclusions suivantes : « le Rohypnol est une drogue dure, succédané de l'héroïne et un amnésiant puissant. Ce produit est dangereux par son pouvoir amnésiant et désinhibant. Ce produit n'a plus de place en thérapeutique. »
Une autre étude commandée par le gouvernement britannique en 2006 a classé les benzodiazépines au septième rang des drogues les plus dangereuses.

## Statut réglementaire
Dans certains pays, plusieurs benzodiazépines sont inscrites sur la liste I des médicaments, et seules les boîtes de Tranxène 20 mg (pas le 10 mg) et de flunitrazépam (Rohypnol) 1 mg suivent les modalités de délivrance des stupéfiants (déconditionnement, délai de présentation…).
La réglementation française concernant les hypnotiques et les tranquillisants repose sur l'arrêté du 7 octobre 1991 fixant la liste des substances de la liste I des substances vénéneuses à propriétés hypnotiques et/ou anxiolytiques dont la durée de prescription est réduite (ancien tableau A). Depuis le 2 janvier 2012, le Rivotril (clonazépam) est prescrit uniquement sur ordonnance initiale hospitalière sécurisée par les spécialistes en neurologie et pédiatrie.
Aux États-Unis, le flunitrazépam (Rohypnol) et le bromazépam (Lectopan) sont des stupéfiants et ne sont pas disponibles.
En Belgique, la délivrance de benzodiazépines est soumise à ordonnance. Le flunitrazépam (Rohypnol) est aussi une substance réglementée assimilée aux stupéfiants. Seule la forme à 1 mg est encore autorisée (celle à 2 mg est interdite).
En Suisse, les préparations à base de benzodiazépines ne sont délivrées que sur ordonnance. Le flunitrazépam (Rohypnol) est une substance réglementée. Seule la forme à 1 mg est encore autorisée.